# Campeonato europeo de hockey sobre patines masculino de 1938
El XI Campeonato europeo de hockey sobre patines masculino de 1938 se celebró en Amberes (Bélgica) del 26 al 30 de mayo de 1938. Fue organizado por el Comité Europeo de Hockey sobre Patines. La selección de Inglaterra ganó su undécimo título.

## Equipos participantes
|            |
| Alemania   |
| Bélgica    |
| Francia    |
| Inglaterra |
| Italia     |
| Portugal   |
| Suiza      |

## Resultados
|            | Bandera de Francia | Bandera de Suiza |     | Bandera de Portugal | Bandera de Bélgica | Bandera de Italia | Bandera de Inglaterra |
| ---------- | ------------------ | ---------------- | --- | ------------------- | ------------------ | ----------------- | --------------------- |
| Francia    |                    |                  |     |                     |                    |                   |                       |
| Suiza      | 3-6                |                  |     |                     |                    |                   |                       |
| Alemania   | 4-1                | 2-3              |     |                     |                    |                   |                       |
| Portugal   | 5-0                | 2-1              | 3-1 |                     |                    |                   |                       |
| Bélgica    | 4-0                | 4-2              | 3-3 | 3-2                 |                    |                   |                       |
| Italia     | 3-1                | 0-0              | 2-2 | 3-1                 | 1-0                |                   |                       |
| Inglaterra | 2-1                | 6-1              | 6-0 | 3-0                 | 4-2                | 3-3               |                       |

## Clasificación
| Equipo     | Pts | PJ | PG | PE | PP | GF | GC | DG  |
| ---------- | --- | -- | -- | -- | -- | -- | -- | --- |
| Inglaterra | 11  | 6  | 5  | 1  | 0  | 24 | 7  | +17 |
| Italia     | 9   | 6  | 3  | 3  | 0  | 12 | 7  | +5  |
| Bélgica    | 7   | 6  | 3  | 1  | 2  | 16 | 12 | +4  |
| Portugal   | 6   | 6  | 3  | 0  | 3  | 13 | 11 | +2  |
| Alemania   | 4   | 6  | 1  | 2  | 3  | 12 | 18 | -6  |
| Suiza      | 3   | 6  | 1  | 1  | 4  | 10 | 20 | -10 |
| Francia    | 2   | 6  | 1  | 0  | 5  | 9  | 21 | -12 |